# Libellula nodisticta
Libellula nodisticta is een libellensoort uit de familie van de korenbouten (Libellulidae), onderorde echte libellen (Anisoptera).
De wetenschappelijke naam Libellula nodisticta is voor het eerst geldig gepubliceerd in 1861 door Hagen.